# 桑義赫群島

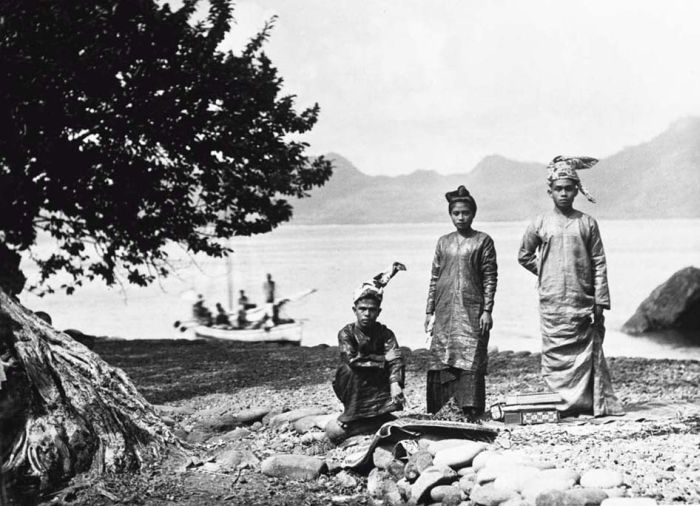
桑義赫群島居民（1905年）

3°00′N 125°30′E / 3.000°N 125.500°E
桑義赫群島是印度尼西亞的群島，位於蘇拉威西島東北的西里伯斯海和馬魯古海之間，最大的岛屿是桑格岛，大部分島嶼因火山活動而土壤肥沃，群島總面積813平方公里，人口約25萬。桑義赫群島在1677年起被荷蘭統治，1945年脫離獨立後成為印度尼西亞一部分。行政上属北苏拉威西省桑义赫群岛县。